# 1266
| 1266               |
| ------------------ |
| Dødsfald - Fødsler |
|                    |

| Gregoriansk kalender | 1266 MCCLXVI            |
| Ab urbe condita      | 2019                    |
| Armensk kalender     | 715 ԹՎ ՉԺԵ              |
| Kinesiske kalender   | 3962 – 3963 乙丑 – 丙寅 |
| Etiopisk kalender    | 1258 – 1259             |
| Jødisk kalender      | 5026 – 5027             |
| Hindukalendere       |                         |
| - Vikram Samvat      | 1321 – 1322             |
| - Shaka Samvat       | 1188 – 1189             |
| - Kali Yuga          | 4367 – 4368             |
| Iransk kalender      | 644 – 645               |
| Islamisk kalender    | 664 – 665               |

Konge i Danmark: Erik Klipping 1259-1286
Se også 1266 (tal)

## Dødsfald
- Birger Jarl, magthaver i Sverige
- Manfred, konge af Sicilien (faldet i slaget ved Benevento)